# Placa tectònica

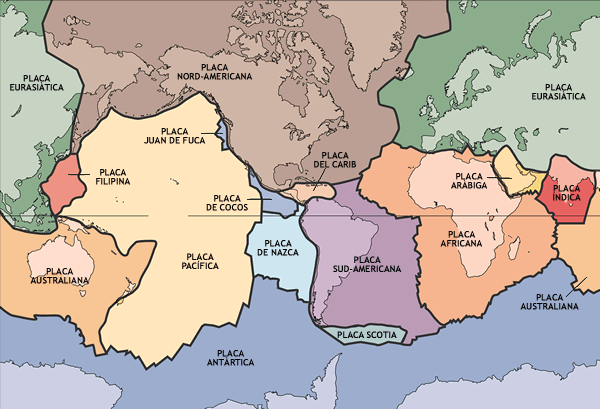
Les plaques tectòniques que configuren l'escorça terrestre.

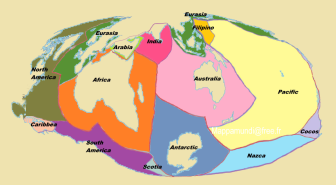
Plaques tectòniques (superfícies conservades)

Una placa tectònica (del grec τέκτων, 'constructor') és un fragment de la litosfera que té certa activitat constructiva, destructiva, mobilitat, tensions i deformacions.
Aquestes plaques formen un mosaic en forma de trencaclosques i estan en moviment continu a causa dels corrents convectius del mantell superior. Les plaques litosfèriques suren damunt d'una capa pastosa anomenada astenosfera que s'estén fins a una profunditat de 250 quilòmetres.
La tectònica de plaques és la teoria que explica l'estructura i dinàmica de la superfície de la Terra. Estableix que la litosfera, la porció superior més freda i rígida de la Terra, està fragmentada en una sèrie de plaques que es desplacen sobre el mantell terrestre. Aquesta teoria també descriu el moviment de les plaques, les seves direccions i interaccions. La litosfera terrestre està dividida en 7 grans plaques i en diverses plaques menors o microplaques. A les vores de les plaques es concentra activitat sísmica, volcànica i tectònica. Això dona lloc a la formació de grans cadenes i conques.
Fins ara la Terra és l'únic planeta del sistema solar amb plaques tectòniques actives, encara que hi ha proves que a Mart, Venus i algun dels satèl·lits galileans com Europa van ser tectònicament actius en temps remots.

## Història

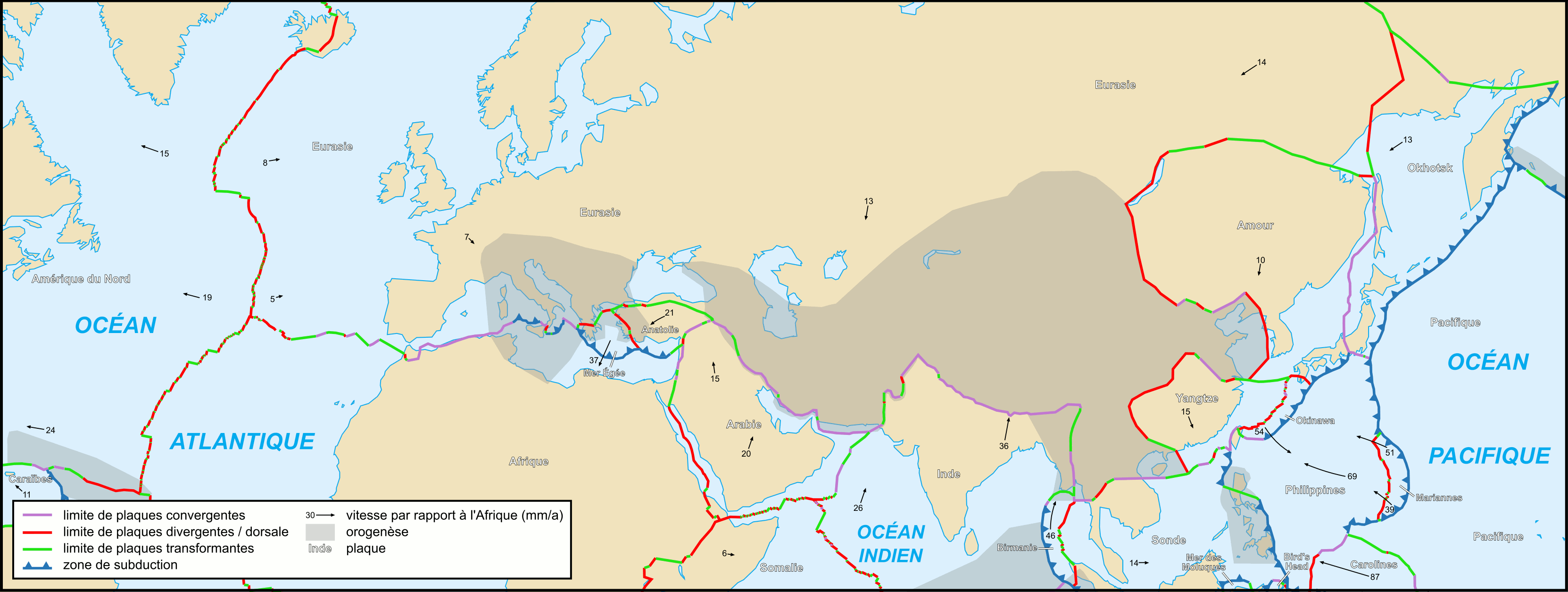
Mapa de la placa eurasiàtica

Encara que la teoria de la tectònica de plaques va ser formalment establerta en els anys 1960 i en els anys 1970, en realitat aquesta és producte de més de dos segles d'observacions geològiques i geofísiques. Per exemple, en el segle xix es va observar que van existir nombroses conques sedimentàries en el passat de la Terra, amb gruixos estratigràfics de fins a deu vegades els observats en l'interior dels continents, i que aquestes van ser deformades posteriorment per processos desconeguts que originaren serralades muntanyoses. A aquestes conques se'ls anomenà geosinclinal i al procés de deformació orogènesi. Un altre descobriment del segle xix va ser la documentació d'una cadena muntanyosa o "dorsal" enmig de l'oceà Atlàntic que observacions posteriors van mostrar que s'estenia formant una xarxa contínua per tots els oceans.
Un avenç significatiu en el problema de la formació dels geosinclinals i la seva orogènia va ocórrer entre 1908 i 1912 quan Alfred Wegener va proposar que les masses continentals estaven en moviment i que aquestes s'havien fragmentat d'un supercontinent que va anomenar Pangea. El moviment de les masses continentals haurien deformat els sediments geosinclinals acumulats a les seves vores aixecant noves cadenes muntanyoses. Wegener creia que els continents lliscaven sobre la superfície de l'escorça terrestre sota els oceans com un bloc de fusta sobre una taula, i que això es devia a forces de marea producte de la deriva dels pols terrestres. Tanmateix, aviat va ser demostrat que aquestes forces són de l'ordre d'una deu milionèsima a una centèsima de milionèsima de la força de gravetat, el que cap impossible que aquestes poguessin plegar i aixecar les masses de les serralades muntanyoses.
La teoria de la tectònica de plaques aconseguí explicar finalment que tots aquests fenòmens (deriva continental, formació de serralades continentals i submarines) són manifestacions de processos d'alliberament de la calor original que la Terra adquirí durant la seva formació. Aquests processos fragmenten la litosfera en plaques, fan que se separin, derivin i deformin la superfície terrestre.

## Tipus de plaques tectòniques
Segons l'estructura que tenen les plaques es distingeixen dos tipus.
- Plaques continentals: Presenten litosfera continental i litosfera oceànica. Inclouen els continents i una part dels fons oceànics.
- Plaques oceàniques: Presenten únicament litosfera oceànica. Es troben només sobre fons oceànics.

Aquestes plaques es mouen a diferents velocitats; les més lentes poden arribar a desplaçar-se 1 o 2 cm/any i les més ràpides de l'ordre de 10 cm/any. En aquests desplaçaments es produeix un xoc i una fricció en els seus límits, trencant-se en el punt on la deformació supera la resistència de la roca. A causa d'aquesta ruptura es genera una pertorbació en forma d'ones, que són les que constitueixen els terratrèmols.
Aquestes ones sísmiques o vibracions que s'alliberen sobtadament representen l'energia que s'ha anat acumulant al llarg dels anys. La ruptura o discontinuïtat de la roca rep el nom de falla i el punt on es produeix la ruptura es denomina hipocentre. El punt localitzat sobre l'escorça terrestre s'anomena epicentre.
- Litosfera oceànica: És aquella que està formada per escorça oceànica i una part del mantell superior. Constitueix els fons dels oceans i té un gruix mitjà de 65 km, excepte a les dorsals oceàniques, on el gruix és menor.
- Litosfera continental: Està formada per escorça continental i una part del mantell superior. Constitueix els continents i té un gruix mitjà de 120 km.

## Contactes entre plaques

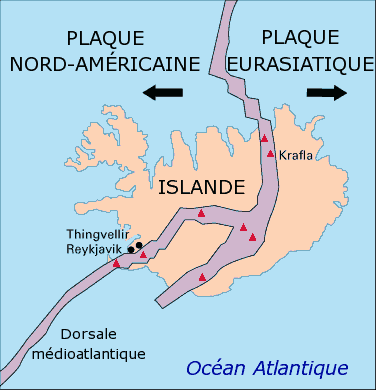
Dorsal oceànica d'Islàndia

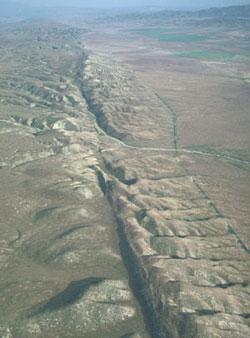
Límit transformant

Les plaques es mouen a causa dels corrents de convecció que es produeixen a l'astenosfera, aquests corrents poden trencar una placa i separar els fragments i també poden fer xocar una placa contra una altra. Aquests límits entre plaques són molt importants perquè són on té lloc la major part dels processos interns de la Terra.
Es distingeixen tres tipus de límits:
- Límits divergents o límits constructius. Té lloc una separació de plaques, que facilita el trencament dels continents i la formació d'oceans per l'ascens de material rocós fos procedent de l'interior de la Terra.
  - Si té lloc a una placa oceànica, es forma una dorsal oceànica (formació d'oceans).
  - Si té lloc a una placa continental, es forma una zona de Rift (trencament d'un continent).
- Límits convergents o límits destructius.- Es produeix una col·lisió entre plaques. El moviment d'aproximació entre dues plaques pot ser de dos tipus:
  - Zona de subducció: es caracteritza pel fet que la litosfera oceànica s'ensorra sota la litosfera continental formant serralades amb volcans. Si les dues plaques que xoquen presenten litosfera oceànica es produeixen les fosses oceàniques.
  - Zona d'obducció: es produeix quan una litosfera continental xoca amb altra litosfera continental i origina una serralada.

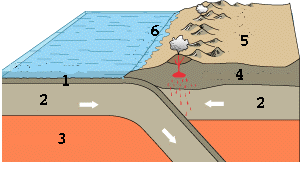
Zona de subducció.

La fricció entre les plaques és l'origen d'alguns terratrèmols, així com de l'aparició de l'activitat volcànica, ja que en aquest punt el gruix de litosfera és menor. És l'origen de l'anomenat anell del foc.
- Límits transformants. Té lloc un moviment lateral de les plaques que genera una forta fricció i activitat sísmica. Normalment s'hi formen falles.

## Vores de placa

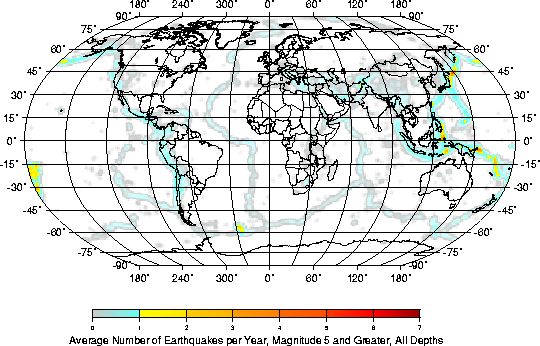
Mapa de densitat de terratrèmols. S'observa la concentració d'ells en les vores de placa.

Les zones de les plaques contigües als límits, les vores de placa, són les regions de major activitat geològica interna del planeta. En elles es concentren:
- El vulcanisme. La major part del vulcanisme actiu es produeix en l'eix de les dorsals, en els límits divergents, però en ser submarí i de tipus fluidal, poc violent, passa molt desapercebut. Darrere venen les regions contigües a les fosses pel costat de la placa que no subdueix.
- L'orogènesi, és a dir, l'aixecament de muntanyes. L'orogènesi acompanya la convergència de plaques, tant on hi ha subducció, on s'aixequen arcs volcànics i serralades, com els Andes, riques en volcans; com en els límits de col·lisió, on el vulcanisme és escàs o absent, però la sismicitat és particularment intensa.
- La sismicitat. Hi ha terratrèmols intraplaques, originats en fractures en les regions centrals i generalment estables de les plaques, però la immensa majoria es produeixen en vores de placa. Les circumstàncies del clima i de la història han fet concentrar una bona part de la població mundial en les regions més sísmiques dels continents, les que formen els cinturons orogenètics, al costat de límits convergents. Alguns terratrèmols importants, com el terratrèmol de San Francisco de 1906, s'originen en límits de fricció. Els terratrèmols més importants de les dorsals són els que es produeixen on les falles transformants actuen com a límit entre plaques.

## Llista de plaques tectòniques
La següent és una llista de plaques tectòniques, tant les actuals com les ja desaparegudes. Les plaques actuals s'han classificat en funció de la mida (les principals o més grans, i les menors o microplaques) i de l'activitat orogènica.

### Plaques actuals

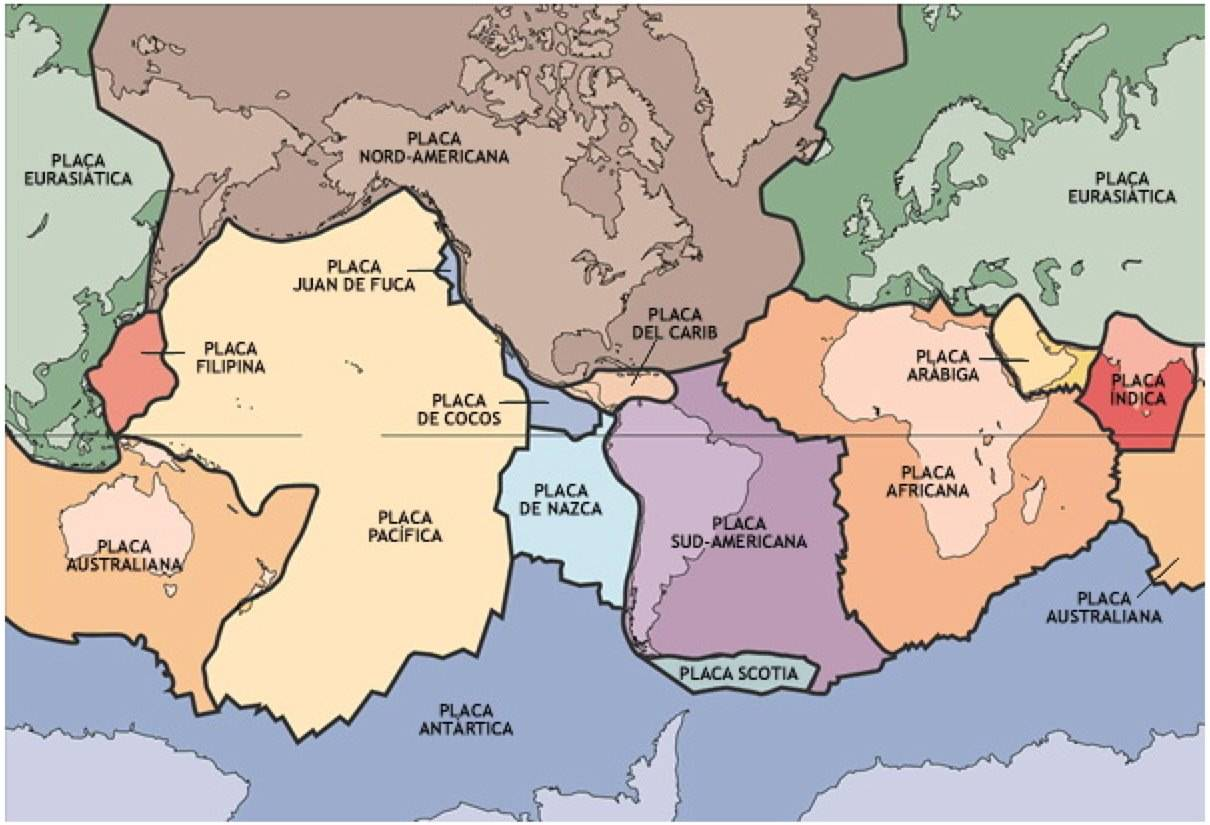
Mapa de les plaques tectòniques principals.

#### Plaques principals
- Africana
- Nord-americana
- Sud-americana
- Antàrtica
- Aràbiga
- Australiana
- Carib
- Cocos
- Eurasiàtica
- Nazca
- Pacífica
- Filipina

#### Plaques menors i microplaques

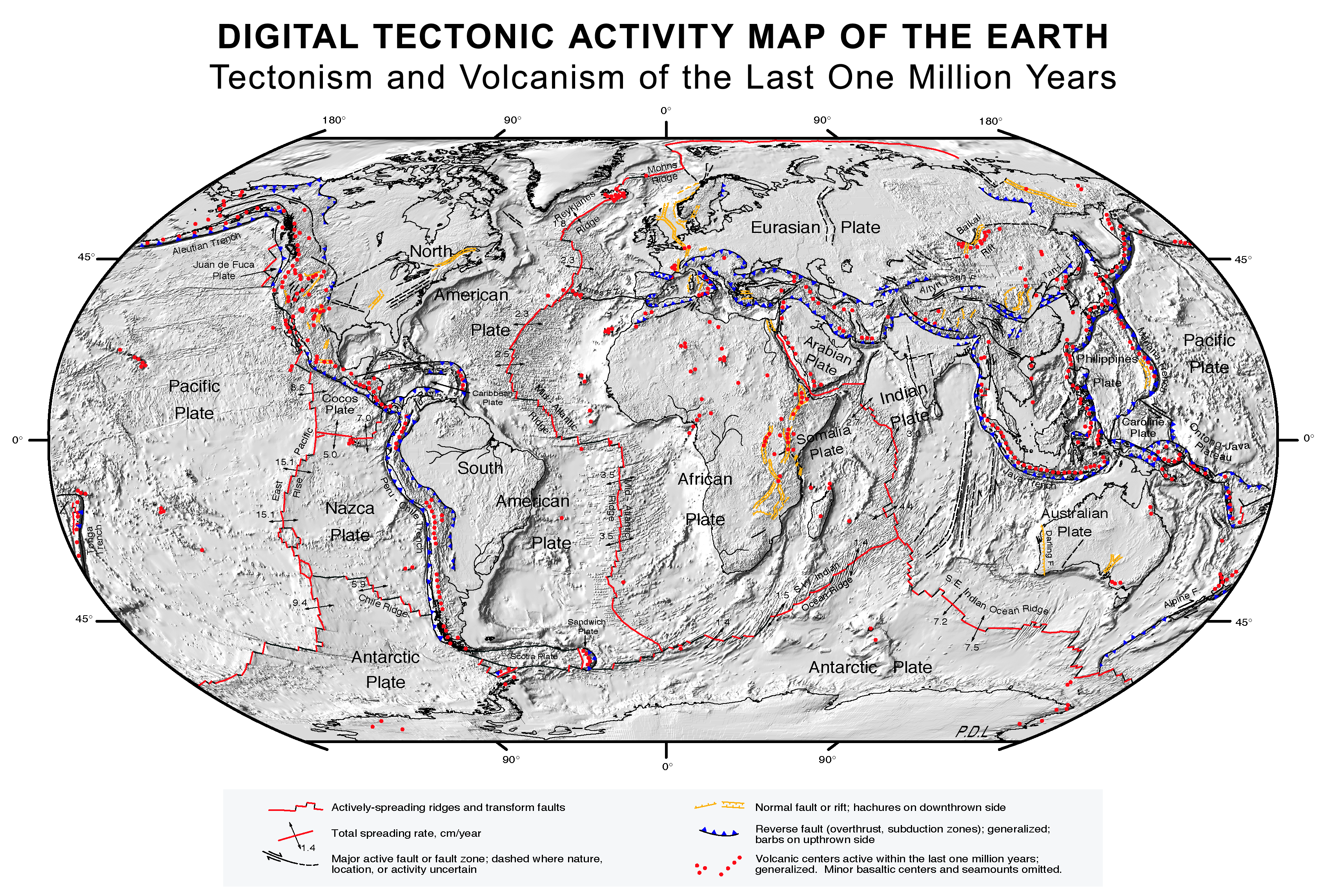
Mapa de la NASA de les plaques tectòniques.

Mapa de l'activitat tectònica i volcànica que subratlla els límits de plaques
| - Altiplà - Amur - Anatòlia - Andes Septentrionals - Birmània (o d'Andaman) - Bismarck Meridionals - Bismarck Septentrionals - Bird's Head (o de Doberai) - Carolines - Escull de Balmoral - Escull de Conway - Futuna - Galápagos - Iang-tsé - Illa de pasqua - Kermadec - Manus - Maoke | - Mar de Banda - Mar Egea - Mar de les Moluques - Mar de Salomó - Mariannes - Niuafo'ou - Noves Hèbrides - Okhotsk - Okinawa - Panamà - Rivera - Sandwich - Shetland - Somàlia (en formació) - Sonda - Timor - Tonga - Woodlark |

#### Plaques orogèniques
Alguns models identifiquen i consideren algunes plaques menors dins de l'orogènesi actual.
- Adriàtica, pertanyent a la placa eurasiàtica.
- Explorador, pertanyent a la placa de Juan de Fuca.
- Gorda, pertanyent a la placa de Juan de Fuca.

### Plaques desaparegudes
- Bellingshausen
- Cimmèria
- Farallon
- Insular
- Intermontane
- Izanagi
- Kula
- Lhasa
- Phoenix
- Qiantang

## La teoria continental i l'origen dels continents
La teoria continental és una idea formulada el 1917 pel meteoròleg i geofísic alemany Alfred Wegener que busca explicar l'origen i la disposició actual dels continents. Aquesta proposta , considerada revolucionaria en el seu moment, va establir les bases per a futures investigacions sobre la dinàmica terrestre. Alfred Wegener, va ser la primera persona en teoritzar sobre l'existència d'un supercontinent anomenat Pangea.
Alfred Wegener, es va fixar en la forma dels límits continentals i va observar una similitud notable entre les costes dels continents oposats, com passa amb Àfrica i Sud-amèrica, suggerint que havien estat units en un passat. Aquesta hipòtesi es va reforçar amb l'estudi dels fòssils, que mostraven una distribució coherent entre diferents continents. Per exemple, es va trobar fòssils d'espècies idèntiques en regions separades per oceans, coincidint amb les zones limítrofes de les masses terrestres.
Aquestes proves, van donar suport a la idea que els continents actuals havien estat units en un passat, formant un supercontinent anomenat Pangea. La separació dels continents, era causada pel desplaçament irregular de les plaques tectòniques, dividint l'escorça terrestre i, com a conseqüència, deixant la disposició dels territoris d'arreu del món que ara coneixem.
El moviment d'aquestes plaques tectòniques es deu a l'astenosfera, una capa situada sota la litosfera. A causa dels seus materials que presenta, que són elements sòlids i semi-fosos, fan lliscar la placa lentament. Per altre lloc, el xoc i els moviments tectònics influencien la direcció d'aquestes grans masses litosfèriques.
El procés de fragmentació del territori és un procés molt lent. S'han fet diferents estudis que afirmen l'existència d'un moviment constant d'aquestes plaques litosfèriques causat pel lliscament d'aquestes. S'estima que les plaques tectòniques es desplacen a una velocitat mitjana de 2 a 5 centímetres per any, la qual cosa significa que la unificació dels continents va tenir lloc fa uns 310 milions d'anys.